# Roger Benitez
Roger Thomas Benitez (La Habana, 30 de diciembre de 1950) es un juez estadounidense que es juez de distrito superior de la Corte de Distrito de los Estados Unidos para el Distrito Sur de California. Es conocido por derogar varias leyes de control de armas de California.

## Primeros años y educación
Nacido en La Habana, Cuba, Benitez recibió un título de Asociado en Artes del Imperial Valley College en 1971, una licenciatura en Artes de la Universidad Estatal de San Diego en 1974 y un Juris doctor de la Western State University College of Law en 1978.

## Carrera profesional
Benitez trabajó en la práctica privada en el condado de Imperial, California, de 1978 a 1997. Fue juez en la Corte Superior de California de 1997 a 2001, e instructor de Imperial Valley College de 1998 a 1999.

### Servicio judicial federal
En 2001, Benitez fue designado por el Tribunal de Distrito de los Estados Unidos para el Distrito Sur de California para servir como juez magistrado de los Estados Unidos. Luego, el 1 de mayo de 2003, fue nominado por el presidente George W. Bush para un nuevo asiento en el Distrito Sur de California creado por 116 Stat. 1758. Benitez fue confirmado por el Senado de los Estados Unidos el 17 de junio de 2004 con 98 votos a favor y uno en contra. y recibió su comisión el 21 de junio. Fue confirmado a pesar de la abrumadora oposición de un comité de la American Bar Association que encontró que lo describían como arrogante, de mal genio y «totalmente falto de habilidades con las personas».

### Opiniones judiciales
Benitez es conocido por derogar varias leyes de control de armas de California.
En 2019, Benitez otorgó un juicio sumario en una demanda contra la prohibición de California de cargadores de gran capacidad. La opinión abordó la larga historia de las armas de fuego y los derechos a la defensa propia en Estados Unidos, y las raíces en la historia de Inglaterra. El fiscal general de California, Xavier Becerra, apeló el fallo ante el Noveno Circuito. En 2020, un panel de tres jueces confirmó la concesión de un juicio sumario de Benitez en una decisión de 2 a 1 del juez Kenneth K. Lee. El fiscal general solicitó una nueva audiencia en banc (ante el pleno del tribunal) del caso, y el 25 de febrero de 2021, el tribunal declaró que volvería a conocer el caso, y programó una audiencia para el 22 de junio de 2021.
En 2021, Benitez presidió la demanda Miller contra Bonta, contra la prohibición de armas de asalto de California. El juicio comenzó el 3 de febrero. En junio de 2021, Benitez revocó la prohibición de tres décadas. Declaró que «la definición estatal de rifles ilegales de estilo militar priva ilegalmente a los californianos respetuosos de la ley de armas comúnmente permitidas en la mayoría de los demás estados». Dictó una orden judicial permanente contra la aplicación de la ley, pero la suspendió durante 30 días para que el fiscal general estatal Rob Bonta tuviera tiempo de apelar. Benitez abre su opinión diciendo: «Al igual que la navaja suiza, el popular rifle AR-15 es una combinación perfecta de arma de defensa doméstica y equipo de defensa nacional. Bueno tanto para el hogar como para la batalla, el AR-15 es el tipo de arma versátil que se encuentra en la intersección de los tipos de armas de fuego protegidas por Distrito de Columbia contra Heller, 554 US 570 (2008) y Estados Unidos contra Miller, 307 US 174 (1939)». En Heller, la decisión de la Corte Suprema de que las pistolas reglamentadas podrían guardarse en el hogar, el juez asociado Antonin Scalia citó «la tradición histórica de prohibir el porte de 'armas peligrosas e inusuales'», como «las armas que son más útiles en el servicio militar: rifles M-16 y similares». El fallo de Benitez también afirmó incorrectamente que «han muerto más personas por la vacuna contra la COVID-19 que por tiroteos masivos en California». Un panel de tres jueces del Tribunal de Apelaciones del Noveno Circuito emitió una suspensión del fallo de Benitez el 21 de junio de 2021, dejando la prohibición mientras se litigaron apelaciones.